# Jaro Springer
Jaro Springer, född 1856 i Prag, död i augusti 1915 (stupad i striderna vid Novogeorgievsk), var en tysk konstforskare. Han var son till Anton Springer. 
Springer studerade i Leipzig och Strassburg, blev filosofie doktor och professor samt 1885 assistent och 1909 kustos vid kopparstickssamlingen i Berlin. Springer skrev i sin ungdom temperamentsfulla uppsatser om Max Klinger och Max Liebermann med flera samtida konstnärer och utgav sedan betydande arbeten om äldre gravörer, bland annat om van Ostades raderade verk (1898), Holbeins Totentanz (1907), Sebastian Brants Bildnisse (samma år) samt Die Radierungen des Hercules Seghers (3 delar, 1910–1912, register 1913), Springers största verk.